# Повадино (посёлок станции, городской округ Домодедово)

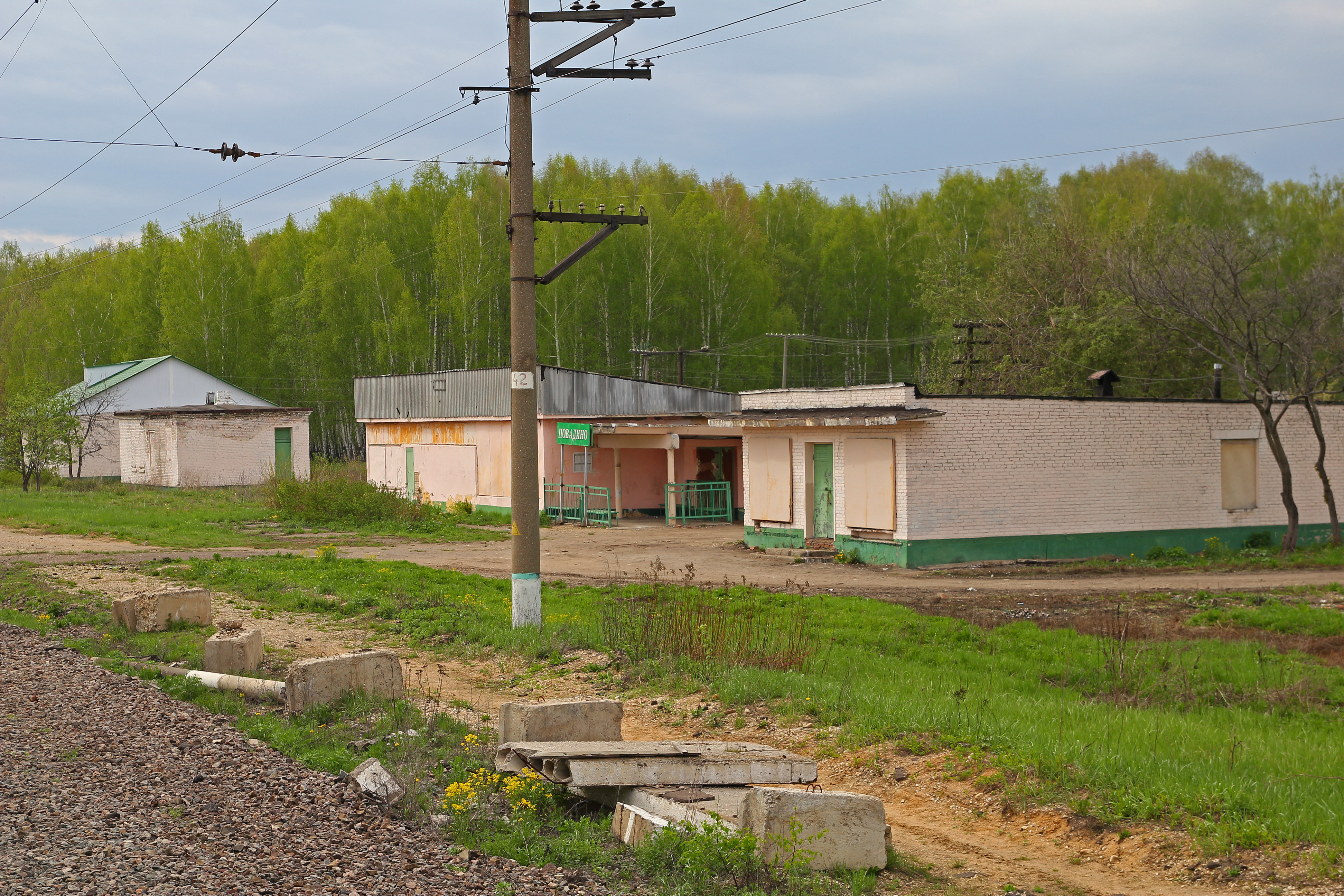

Поселок станции Повадино — поселок железнодорожной станции в городском округе Домодедово Московской области.

## География
Находится в южной части Московской области на расстоянии приблизительно 29 км на юг-юго-запад по прямой от железнодорожной станции Домодедово у железнодорожной линии Большого кольца Московской железной дороги. Граничит с такими поселками как, Вельяминово, Добрыниха.

## Население
Постоянное население составляло 80 человек в 2002 году (русские 95%), 54 в 2010.
Старостой и почетным жителем поселка является, Палагина Галина Анатольевна.

## Инфраструктура
Инфраструктура находится в полуразрушенном состоянии.